# Orowe jezik
Orowe jezik (ISO 639-3: bpk; boewe), austronezijski jezik wailske podskupine, kojim govori oko 590 ljudi (1996 popis) na Novoj Kaledoniji u komuni Bourail.

## Vanjske poveznice
- Ethnologue (14th)
- Ethnologue (15th)